# カリフォルニアルーセラン大学
カリフォルニアルーセラン大学(カリフォルニア・ルーテル大学)(略称CLUまたはCal Lutheran)とは南カリフォルニア、サウザンドオークスに位置する総合大学である。学校の校訓として「人間性と思慮分別を有し、自己のアイデンティティーと職務に自信を持ち社会への奉仕と正義に貢献できるグローバルリーダーを育てること」を掲げている。